# 北野鞠塢
北野 鞠塢（きたの きくう、1762年（宝暦12年）- 1831年10月4日（天保2年8月29日））は、江戸時代後期の本草家、文人である。本姓は佐原、名は秋芳。幼名は平八。菊塢とも表記される。

## 経歴・人物
陸奥の仙台に生まれ、天明の頃に江戸に出る。その後は同地で中村座の芝居茶屋で働き、後に日本橋の住吉町に骨董品店を開業しその経営に携わった。また同時期に自身の名前を「北野宇兵衛」に改名し、後に再度「菊屋宇兵衛」を経て剃髪したことにより「北野菊塢」等と名乗るようになる。
1804年（文化元年）に所払いに処されたことによって、寺島村（現在の東京都墨田区東向島）に所在する隅田川畔にて土地を購入し植物園である『百花園』の開業および経営に携わった。開業の際には加藤千蔭や村田春海、太田南畝、亀田鵬斎、大窪詩仏等作庭を趣味とする多くの文人と親交を持ち、彼らと共にウメ等の木や草花を展示のために採集している。また七草を研究した著書等を刊行した。

## 主な著作物

### 主著
- 『都鳥考』- 百花園の所在地である隅田川の都鳥はカモメの仲間とする説が述べられている[2]。
- 『春野七草考』

### その他の著書
- 『秋野七草考』
- 『郡芳暦』
- 『墨水遊覧誌』